# 戈布爾斯維爾 (印第安納州)
戈布爾斯維爾（英語：Goblesville）是位於美國印地安納州亨廷頓縣的一個非建制地區。該地的面積和人口皆未知。